# Долиновка (Мильковский район)
Доли́новка — село в Мильковском районе Камчатского края России.
Входит в состав Мильковского сельского поселения.

## География
Село находится на левом берегу в среднем течении реки Камчатка, на расстоянии 66 км к северу от села Мильково, административного центра района. На территории села в Камчатку впадает река Долиновка (Дальняя). Вероятно, по ней и произошло название села.

## История
Основано в 1927 году. В 1931 году в селе был образован колхоз «14 лет Октября». В 1967 году организовано тепличное хозяйство — 500 парников и теплиц общей площадью 1200 м².

## Население
| 1938 | 1962 | 1979 | 2002 | 2010 | 2012 | 2013 |
| ---- | ---- | ---- | ---- | ---- | ---- | ---- |
| 173  | ↗448 | ↗474 | ↘403 | ↘315 | ↘308 | ↘300 |
| 2015 | 2016 | 2018 | 2020 |      |      |      |
| ↘284 | ↘279 | ↘260 | ↘252 |      |      |      |

## Улицы
| - ул. Белорусская, - пер. Геологический, - ул. Дорожная, - ул. Елисеевская, | - ул. Заречная, - ул. Набережная, - ул. Новая, - ул. Октябрьская, | - ул. Первомайская, - ул. Почтовая, - ул. Центральная. |

## Экономика
В настоящее время основным видом деятельности населения является сельское хозяйство. Также множество жителей занимается браконьерством.

## Инфраструктура
В селе действует средняя образовательная школа.

## Транспорт
Село расположено в 6 км от автодороги Петропавловск-Камчатский — Мильково — Усть-Камчатск. Транспортное сообщение осуществляется рейсовым автобусом, следующем ежедневно по маршруту Петропавловск-Камчатский — Мильково — Атласово.